# Tre xiêm
Tre xiêm, hay còn có tên tre nước, mạy bông, danh pháp khoa học: Bambusa tulda Roxb.. Tre cao 10-15m không gai, lóng to 5–18 cm dài 30–40 cm ngăn ở mắt mỏng, lá măng có lông có tai và phiến tam giác, lá có phiến có lông mặt dưới, mép ngắn, tai tròn, rìa lông dài 2-3mm.
Hoa chùm tụ tán không lá, gié hoa hình trụ dài 2,5 - 7,5 cm mang 7 - 12 hoa, tiểu nhị 6, nuốm 3. Dĩnh quả, đầy lông ở đầu. Thân mọt không ăn.
Tre xiêm là nguyên liệu của ngành công nghiệp bột giấy Ấn Độ.